# Aéroport de Daytona Beach
L'aéroport international de Daytona Beach (code IATA : DAB • code OACI : KDAB • code FAA : DAB) est un aéroport situé à 5 km au sud-ouest de Daytona Beach, à côté du Daytona International Speedway, dans le comté de Volusia, Floride, États-unis. L'aéroport dispose de 3 pistes, un terminal domestique doté de six portes, et un terminal international. Daytona Beach est le siège de Embry-Riddle Aeronautical University.

## Situation
| Daytona Beach Fort Lauderdale Fort Myers Gainesville Jacksonville Key West Orlando-Melbourne Miami Orlando Orlando-Sanford Panama City Pensacola Punta Gorda Sarasota-Bradenton St. Augustine St. Petersburg-Clearwater Tallahassee Tampa Valparaiso Palm Beach Naples Vero Beach |

## Compagnies aériennes et destinations

### Passager
| Compagnies        | Destinations                  |
| ----------------- | ----------------------------- |
| American Airlines | En saison : Charlotte-Douglas |
| American Eagle    | Charlotte-Douglas             |
| Delta Air Lines   | Atlanta H.-Jackson            |
| JetBlue Airways   | New York-John F. Kennedy      |